# Albert Maria Robert Radecke
Albert Maria Robert Radecke (Dittmanndorf, 31 d'octubre de 1830 - Winterthur, cantó de Zúric (Suïssa) 21 de juny de 1911) fou un compositor alemany.
Va fer els estudis literaris a l'Institut de Breslau (avui Wrocław) i els musicals al Conservatori de Leipzig. Més tard va entrar com a violinista a la Gewandhaus d'aquesta ciutat. El 1852 va ser nomenat segon director de l'Acadèmia de cant, l'any següent va passar a la direcció del Teatre Municipal, càrrec que va haver de deixar per complir el seu servei militar. Acabat el seu servei, va establir-se a Berlín. Inicialment es va fer conèixer com a pianista i organista i després va organitzar una sèrie de concerts vocals i orquestrals.
De 1853 a 1887 va ser director d'orquestra de l'Òpera de la capital de Prússia i, sense abandonar aquestes funcions, va omplir la funció de mestre de capella de la cort i director del Conservatori Stern (1883-1887). Finalment, del 1892 al 1907 va dirigir l'Institut Reial de música religiosa. Va integrar l'Acadèmia Reial i no tan sols va ser un compositor merescut, sinó un pianista i un organista notable.
Entre les seves composicions destaquen una sèrie d'inspiradíssims lieder, que assoliren gran popularitat. Se li deu, a més, l'òpera Die Mönkguter (Berlín, 1874), dues obertures, una simfonia, dos Capricis, un Scherzo, peces per a piano, cors i cert nombre de composicions religioses.
El seu fill Ernst (nascut el 1866), va ser un famós musicògraf i el seu germà Rudolf (1829-1893), també va ser compositor.